# Kvinfo

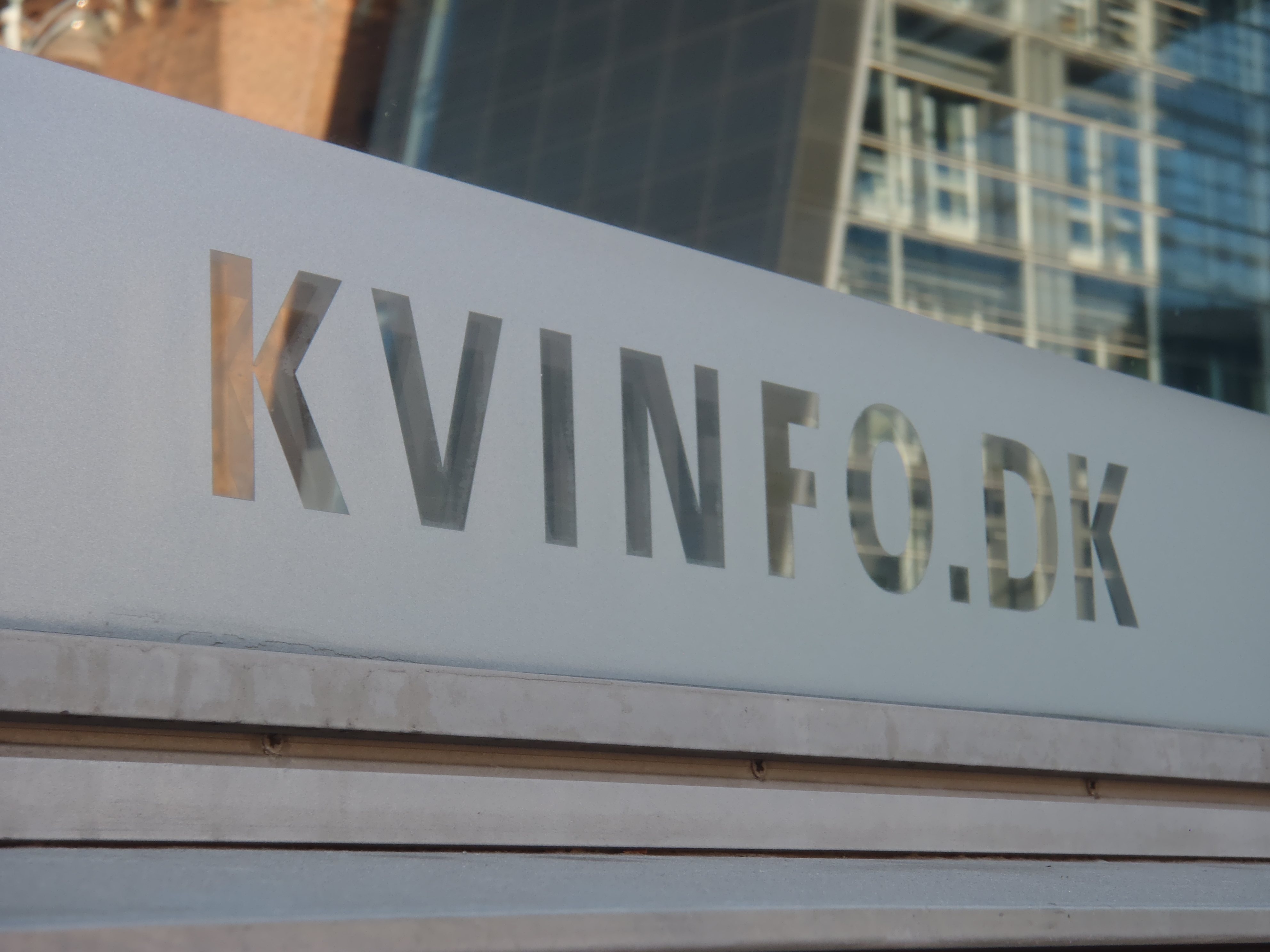
Kvinfo, Köpenhamn.

Kvinfo är en dansk självägande institution och forskningsbibliotek under det danska Kulturministeriet med inriktning på kön, jämställdhet och etnicitet.
Namnet Kvinfo är en förkortning av orden Kvinder, information och forskning. Institutionen driver bland annat en digital tidskrift, Forum, och ett biografiskt lexikon över genom historien framträdande danska kvinnor.

## Historik
Kvinfos historia går tillbaka till år 1964, då den feministiska filosofen och kvinnoforskaren Nynne Koch, som var anställd som sekreterare vid Det Kongelige Bibliotek, genomförde en specialregistrering av litteratur om kvinnor från bibliotekets samlingar. Kvinfo upprättades 1984 som ett försök på fyra år med anslag från Undervisningsministeriet och Kultur- och Socialministeriet. Under 1980-talets mitt drev Kvinfo flera kulturella aktiviteter på frivillig basis i samarbete med flera icke-statliga organisationer. På detta vis skapades ett nätverk av kvinnoorganisationer och könsforskare inom Kvinfos ramar.
År 1987 permanentades Kvinfo som en självägande institution under Kulturministeriet. En styrelse tillsattes med representanter för olika kvinnoorganisationer, institutioner för jämställdhet samt forskningsinstitutioner och bibliotek. Åren 1990–2014 var språkvetaren Elisabeth Møller Jensen chef för Kvinfo. Hon var tidigare bland annat huvudredaktör på Nordisk kvindelitteraturhistorie, vars sekretariat blev en del av Kvinfo. År 1991 tog hon initiativ till upprättandet av Kvindeligt Selskab, en stödförening (sedan år 2001 en självständig organisation) till Kvinfo, som fokuserar på den könspolitiska debatten genom olika möten och aktiviteter. År 1993 startade projektet Dansk Kvindebiografisk Leksikon, som vid färdigställandet 2000 kom att innehålla biografier över 1 924 danska kvinnor från medeltiden till nutid. Samtidigt utkom den första pärmen av Nordisk kvindelitteraturhistorie, som fram till och med 1998 utkom i ytterligare fyra pärmar. År 1994 upprättade Kvinfo sin första webbplats och två år senare upprättades en egen biblioteksdatabas som gör elektronisk utlåning av böcker möjligt.
Till ny chef utsågs 2014 Nina Groes.